# Smyrna datis
Smyrna datis är en fjärilsart som beskrevs av Hans Fruhstorfer 1908. Smyrna datis ingår i släktet Smyrna och familjen praktfjärilar. Inga underarter finns listade i Catalogue of Life.